# جبل اهنم (المحويت)
جبل اهنم هي إحدى قرى الجمهورية اليمنية. تتبع جغرافيا لمحافظة المحويت و إداريًا لمديرية الرجم. يبلغ تعداد سكانها 1600 نسمة حسب الإحصاء الذي أجري عام 2004.